# Krossen
Krossen es una localidad de la provincia de Agder, Noruega. A 1 de enero de 2017 tenía una población estimada de 497 habitantes.